# Neumática

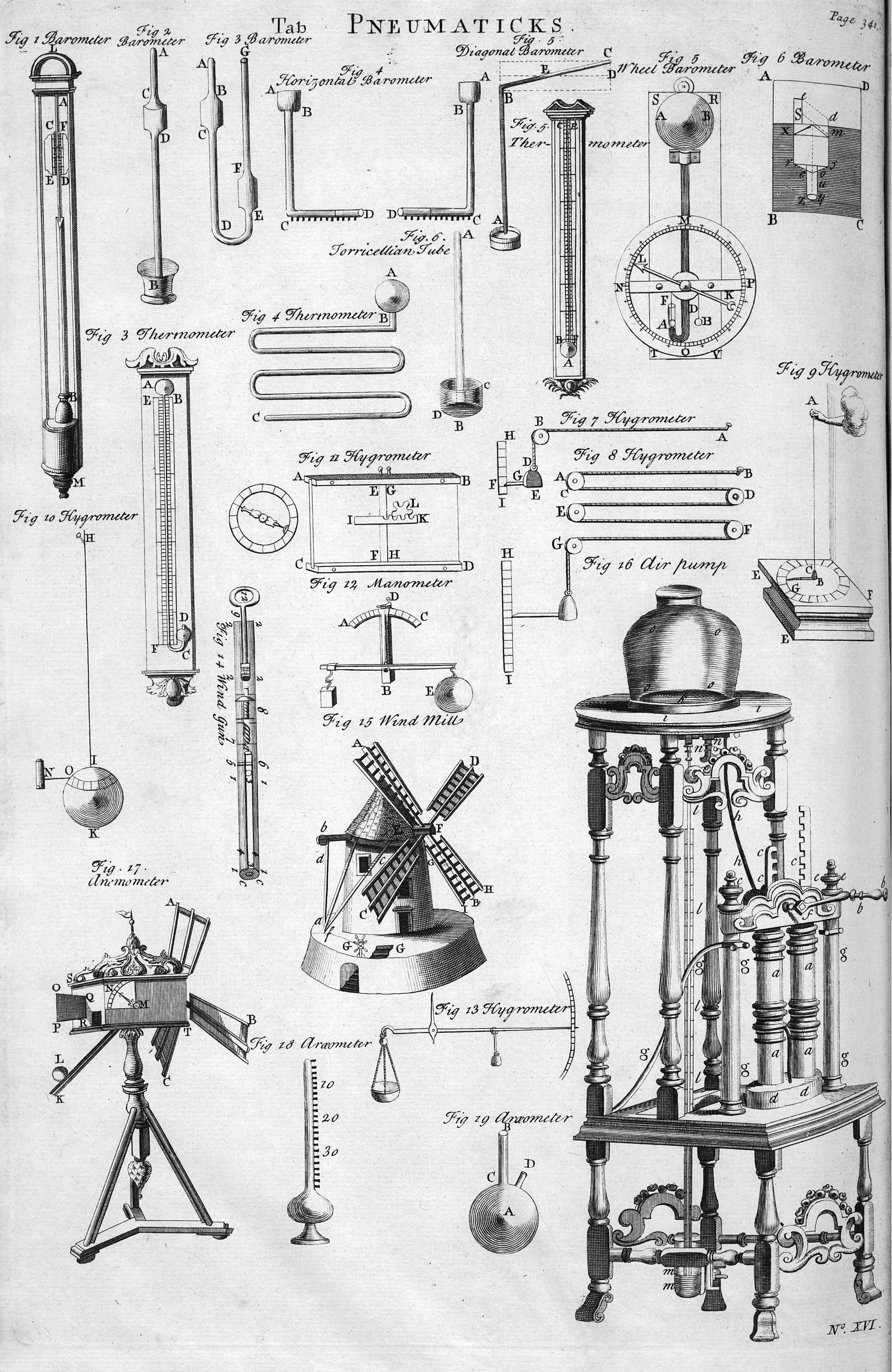
Tabla de neumática, 1728 Cyclopaedia.

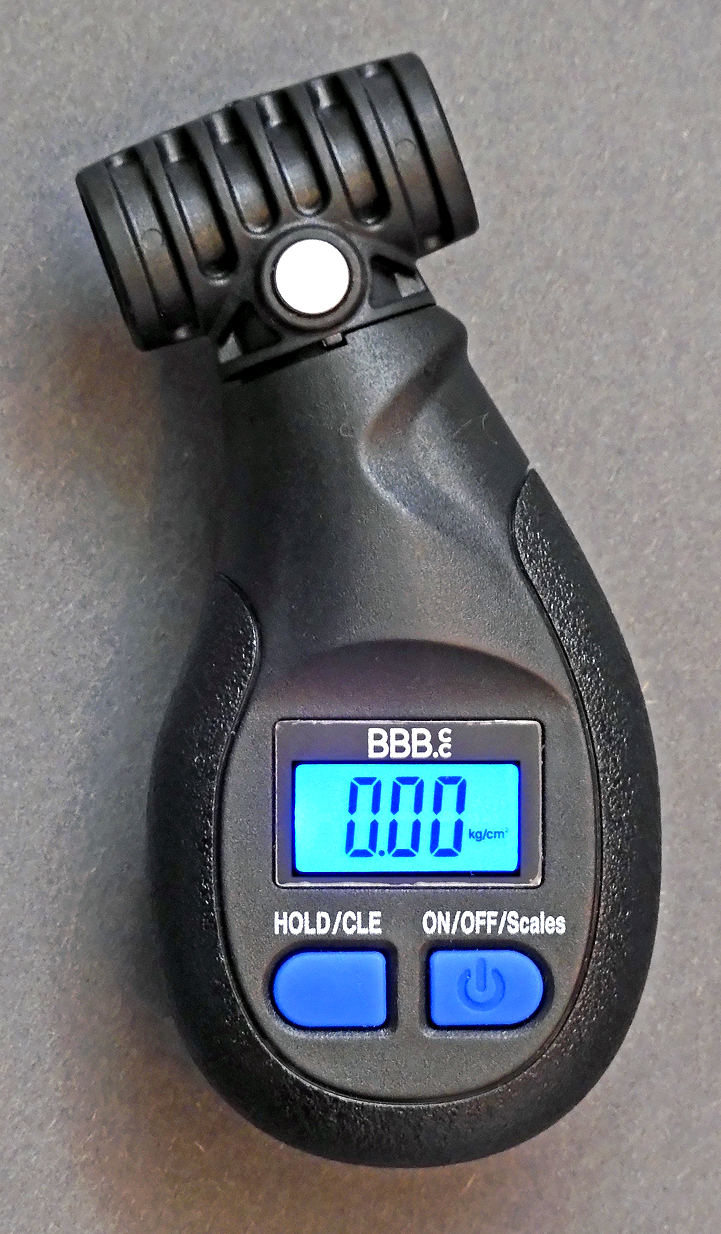
Con un Pneumeter se mide la presión del aire, en la imagen un pneumeter de mano para medir la presión del aire en los neumáticos de las bicicletas.

La neumática (del griego πνεῦμα [pneuma], ‘viento’, ’aliento’) es la rama de la mecánica, y esta a su vez de la física, que estudia el equilibrio y movimiento de flujos gaseosos, además es la tecnología que emplea el aire comprimido como modo de transmisión de la energía necesaria para mover y hacer funcionar mecanismos. El aire es un fluido gaseoso y, por tanto, al aplicarle una fuerza se comprime, mantiene esta compresión y devuelve la energía acumulada cuando se le permite expandirse, según dicta la ley de los gases ideales.

## Controles neumáticos
Los mandos neumáticos están constituidos por elementos de señalización, elementos de mando y un aporte de trabajo. Los elementos de señalización y mando modulan las fases de trabajo de los elementos de trabajo y se denominan válvulas. Los sistemas neumáticos e hidráulicos están constituidos por señales:
- Elementos de información.
- Elementos de trabajo.
- Elementos artísticos.

Para el tratamiento de la información de mando es preciso emplear aparatos que controlen y dirijan el fluido de forma preestablecida, lo que obliga a disponer de una serie de elementos que efectúen las funciones deseadas relativas al control y dirección del flujo del aire comprimido.
En los principios de la automatización, los elementos rediseñados se mandan manual o mecánicamente. Cuando por necesidades de trabajo se precisaba efectuar el mando a distancia, se utilizan elementos de comando por símbolo neumático (cuervo).
Actualmente, además de los mandos manuales para la actuación de estos elementos, se emplean para el comando de procedimientos servo-neumáticos, electro-neumáticos y automáticos que efectúan en su totalidad el tratamiento de la información y de la amplificación de señales.
La gran evolución de la neumática y la hidráulica han hecho, a su vez, evolucionar los procesos para el tratamiento y amplificación de señales, y por tanto, hoy en día se dispone de una gama muy extensa de válvulas y distribuidores que nos permiten elegir el sistema que mejor se adapte a las necesidades.
Hay veces que el comando se realiza manualmente, y otras nos obliga a recurrir a la electricidad (para automatizar) por razones diversas, sobre todo cuando las distancias son importantes y no existen circunstancias adversas.
Las válvulas en términos generales, tienen las siguientes misiones:
- Distribuir el fluido
- Regular caudal
- Regular presión

Las válvulas son elementos que mandan o regulan la puesta en marcha, el paro y la dirección, así como la presión o el caudal del fluido enviado por el compresor o almacenado en un depósito. Ésta es la definición de la norma DIN/ISO 1219 conforme a una recomendación del CETOP (Comité Européen des Transmissions Oléohydrauliques et Pneumatiques).
Según su función las válvulas se subdividen en cinco grupos:
1. Válvulas de vías o distribuidoras
2. Válvulas de bloqueo
3. Válvulas de presión
4. Válvulas de caudal
5. Válvulas de cierre

## Comparación con otros medios

Circuito neumático.

Tanto la lógica neumática como la realización de acciones con neumática tiene ventajas y desventajas sobre otros métodos (hidráulica, eléctrica, electrónica). Algunos criterios a seguir para tomar una elección son: malos
- El medio ambiente. Si el medio es inflamable no se recomienda el empleo de equipos eléctricos y tanto la neumática como la hidráulica son una buena opción.
- La precisión requerida. La lógica neumática es de todo o nada, por lo que el control es limitado. Si la aplicación requiere gran precisión son mejores otras alternativas electrónicas.

Por otro lado, hay que considerar algunos aspectos particulares de la neumática:
- Requiere una fuente de aire comprimido, por lo que se ha de emplear un compresor.
- Es una aplicación que no contamina por sí misma al medio ambiente (caso hidráulica).
- Al ser un fluido compresible absorbe parte de la energía, mucha más que la hidráulica.
- La energía neumática se puede almacenar, pudiendo emplearse en caso de fallo eléctrico.

## Circuitos neumáticos
1. Circuito de anillo cerrado: Aquel cuyo final de circuito vuelve al origen evitando brincos por fluctuaciones y ofrecen mayor velocidad de recuperación ante las fugas, ya que el flujo llega por dos lados.
2. Circuito de anillo abierto: Aquel cuya distribución se forma por ramificaciones las cuales no retornan al origen, es más económica esta instalación pero hace trabajar más a los compresores cuando hay mucha demanda o fugas en el sistema.

Estos circuitos a su vez se pueden dividir en cuatro tipos de subsistemas neumáticos:
1. Sistema manual.
2. Sistemas semiautomáticos.
3. Sistemas automáticos.
4. Sistemas lógicos.
5. Sistemas Incomunicados

## Método «paso a paso»
El método paso a paso es una técnica para diseño de circuitos neumáticos, el cual está basado en que para activar un grupo es necesario desactivar el grupo anterior, generando así una secuencia. Este método es más utilizado que el método de cascada, ya que cuando hay más de dos válvulas en cascada, surgen pérdidas de presión. Dichas pérdidas de presión se corrigen con el método paso a paso. Se necesita que haya tres o más grupos para que funcione, aunque se puede realizar el método con dos grupos pero se debe de agregar un grupo adicional para poder seguir con la secuencia.
Los siguientes pasos llevan a diseñar un circuito neumático de paso a paso:
1. Establecer la secuencia o sucesión de movimientos a realizar.
2. Separar la secuencia en grupos.
3. Designar cada grupo con siglas romanas.
4. Hacer la esquematización del circuito, colocando los actuadores en la posición inicial deseada.
5. Cada actuador estará controlado por una válvula 4/2 o 5/2 de accionamiento neumático biestable.
6. Debajo de las válvulas de distribución, se ponen tantas líneas de presión como grupos tenga el sistema, enumerándolas con números romanos
7. Debajo de las líneas de presión se ponen memorias (válvulas 3/2), tantas como grupos tenga el sistema. Todas las memorias comenzarán normalmente cerradas, a excepción de la válvula colocada hasta la derecha que estará normalmente abierta.
8. Las memorias van conectándose a las salidas de presión, tomando la salida única de la primera memoria y se conecta a la línea de presión I, la segunda memoria a la línea a presión II y así sucesivamente. La última memoria que es la normalmente abierta, se conectara a la última línea de presión.
9. Cada memoria (excepto la de la derecha), será pilotada por la izquierda por la línea de presión o grupo anterior al que está conectada su salida.
10. Cada memoria (excepto la de la derecha), será pilotada por la derecha por la línea de presión o grupo que debe de desactivarla.
11. La válvula de la derecha será pilotada al revés, esto quiere decir que para pilotarla por la izquierda, se debe de conectar el grupo o línea que la desactiva y para pilotarla por la derecha, se conecta el grupo o línea anterior al que esté conectada su salida.
12. Cada válvula distribuidora (4/2 o 5/2) estará pilotada por la línea de presión correspondiente a su grupo.
13. El primer grupo sólo necesita estar conectado a su línea de presión correspondiente, pero los demás grupos además de ser conectados a su línea de presión correspondiente, deben de ser conectados a la señal del grupo anterior para indicar que el movimiento del grupo anterior ha finalizado.
14. El primer movimiento de la secuencia se alimentará de la primera línea de presión y tendrá en serie el pulsador de marcha.
15. Si se repite un movimiento en la secuencia, deberá utilizarse válvulas de simultaneidad (AND) antes de la distribuidora correspondiente.

Hacer el método paso a paso con dos grupos genera un problema de entrampamiento. Ya que un grupo tendría que ser activado y desactivado por sí mismo, lo cual no es posible. 
Para solucionar el problema se dan dos opciones:
- Utilizar el método de cascada.
- Crear un grupo que no realice nada, para tener los tres grupos necesarios para que funcione el método.

Grupo I: es generado por el grupo III sin final de carrera y será desactivado por el grupo II.
Grupo II: es generado por el grupo I y será desactivado por el grupo III.
Grupo III: es generado por el grupo II y desactivado por el grupo I.
Nota: Al seguir este cambio ya se puede trabajar normalmente con los pasos dados para la realización del método paso a paso por tres grupos o más.